# La guerra secreta de Lisa Simpson
The Secret War of Lisa Simpson, llamado La guerra secreta de Lisa Simpson en España y en Hispanoamérica, es el último episodio perteneciente a la octava temporada de la serie animada Los Simpson, estrenado originalmente en la cadena FOX el 18 de mayo de 1997. Bart es enviado a una academia de militares como castigo por su mal comportamiento. Mientras visita la institución, Lisa ve que la escuela es más que un desafío para ella y decide ir allí también. El episodio fue dirigido por Mike B. Anderson, escrito por Richard Appel y la estrella invitada fue Willem Dafoe como el Comandante de la escuela.

## Sinopsis
Durante una visita guiada a la comisaría, Bart descubre decenas de megáfonos, y los coloca uno junto a otro para hacer una broma, que se le va de las manos: al decir "Probando", crea una inmensa onda de choque que destruye todos los cristales de Springfield. En su casa, y una vez que habían pasado los chirridos, la familia, muy enojada con Bart, piensa un castigo, y en un momento de ausencia de Bart, el Jefe Wiggum sugiere mandarlo a la Escuela Militarizada para reformarlo.
Marge y Homer llevan a Bart a la escuela, diciéndole que iban a Disneylandia, para engañarlo. Aunque Bart se resiste, es inscrito en la Escuela. Pero el problema surge cuando durante una recorrida por la Escuela, Lisa descubre halagada que los cadetes aprenden poesía y otras actividades intelectuales, por lo que decide anotarse también. Aunque la Escuela no es mixta, luego de pensarlo mucho, el Comandante la acepta.
Bart encaja bien con los crueles cadetes (luego de ser sometido a varias "iniciaciones", entre las que se incluyen ser atado a la hélice de un avión y hacerla girar), pero Lisa es torturada, discriminada y aislada por ser niña. Apenas puede permanecer allí con la ayuda de Bart. Durante una práctica de tiro, Bart demuestra tener gran habilidad con el uso de las armas (tiene que disparar a cinco blancos con un lanzagranadas: a cuatro les atina y al errar el quinto, demuestra a su instructor que "acertó", al ver el auto de Skinner destruido), mientras que Lisa se la ve en problemas, al ni siquiera poder disparar una ametralladora liviana.
Luego de un tiempo, se acerca el final (la graduación), pero antes los niños deben pasar una prueba final, tan despiadada que la habían cancelado, pero ellos eran la última promoción que debían pasarla: una prueba en la que tienen que cruzar un campo de plantas picudas sosteniéndose por una cuerda. Bart y todos los cadetes la pasan, y como Lisa es la última, cuando trata de hacerlo, los cadetes hacen todo lo posible para hacer que se caiga (sin ceder en su crueldad), pero Bart le da palabras de aliento, lo que le hace valerse el odio de los cadetes. Lisa, gracias a la ayuda de Bart, pasa la prueba, y ambos se gradúan.
Bart es ahora una persona con mucha más seguridad, y con un entrenamiento militar severo, lo que asusta un poco a sus padres (aunque este comportamiento no dura mucho). Cuando Lisa se encuentra mirando una estatua, pronta a retirarse, el Comandante le otorga una Medalla al Esfuerzo. Luego, Homer promete llevarlos a Disneylandia una vez más, pero vuelve a mentir, puesto que en realidad los lleva al dentista."

## Producción

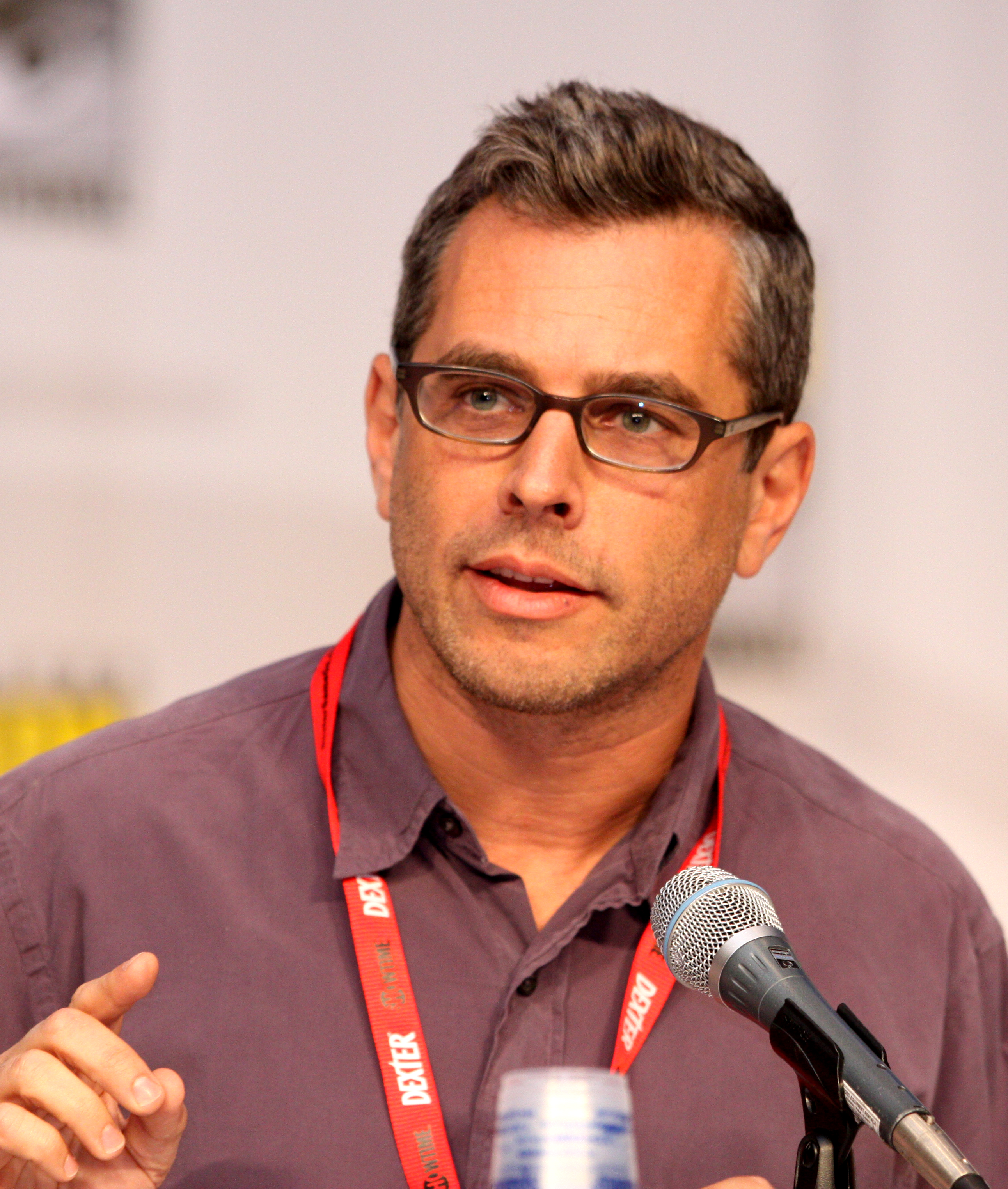
Richard Appel en la Comic Con 2010 de San Diego.

El episodio fue escrito por Richard Appel, pero la idea de que Bart y Lisa fuesen a una academia militar había sido planeada desde 1991. La idea no había sido utilizada previamente para un episodio porque los escritores no se sentían cómodos como para llevar a Bart y a Lisa a un lugar extraño antes
Durante la escena en la que el Comandante habla, hay un breve cameo de Lisa parpadeando. Como había habido un error en la animación final del episodio, el cameo fue animado, pintado y añadido el viernes antes del estreno. El irritable niño rubio, quien corre hacia el Eliminador gritando, es una caricatura del director Mike B. Anderson.

## Estreno
El episodio se estrenó en Estados Unidos el 18 de mayo de 1997, como el episodio final de la temporada, junto con una reemisión de "The Springfield Files." El episodio fue erróneamente promocionado como una historia en la que Lisa iniciaría una batalla legal para enrolarse en la escuela militarizada.
El episodio fue uno de los cuatro incluidos en un lanzamiento en VHS de 1999 (relanzado en DVD en 2005) llamado Bart Wars, y cuya temática es la relación entre Los Simpson y Star Wars. Sin embargo, un crítico escribió que con este episodio y "Marge Be Not Proud" y "Dog of Death," los cuales también están en el DVD, la conexión con Star Wars es "apenas existente." El otro episodio fue "Mayored to the Mob."

## Recepción
A Warren Martyn y Adrian Wood, los autores del libro I Can't Believe It's a Bigger and Better Updated Unofficial Simpsons Guide, no les gustó el episodio, y escribieron que era "muy aburrido" y que Dafoe no fue bien aprovechado. Sin embargo, Dafoe es una de las estrellas invitadas favoritas del productor ejecutivo Josh Weinstein. Ian Johnson argumentó que el casting de Dafoe fue "poco común" y "un tanto original".
El periodista Raju Mudhar también escribió que en este episodio, "Los Simpson se han vuelto más parecidos a como serían en el futuro". Refiriéndose a lo que trata sobre el ascenso de los robots en el mundo real en el episodio, dijo:
"Las guerras del futuro no serán en un campo de batalla o en el mar. Serán en el espacio, o probablemente en la cima de una montaña muy alta. En todo caso, la mayor parte de la pelea real será llevada a cabo por pequeños robots. Si te encargas de eso, recuerda que tu tarea será clara: construir y mantener a esos robots".